# Declaració de Bethesda sobre publicacions d'accés obert
La Declaració de Bethesda sobre publicacions d'accés obert (en anglès Bethesda Statement on Open Access Publishing) és una declaració de 2003 que defineix i dona suport al concepte d'accés obert.

## Declaració
L'11 d'abril de 2003, l'Institut Mèdic Howard Hughes va celebrar a Bethesda una reunió amb 24 persones per examinar un millor accés a la literatura acadèmica. El grup va definir una revista d'accés obert com aquella que atorga un "dret d'accés gratuït, irrevocable, mundial i perpetu i una llicència per copiar, utilitzar, distribuir, transmetre i mostrar l'obra públicament i per fer i distribuir obres derivades, en qualsevol mitjà digital amb qualsevol finalitat responsable, subjectes a l'atribució adequada de l'autori" i de les quals cada article es "diposita immediatament després de la publicació inicial en almenys un repositori en línia".

## Importància
Juntament amb la Budapest Open Access Initiative (BOAI) i la Declaració de Berlín sobre Accés Obert al Coneixement en Ciències i Humanitats, la Declaració de Bethesda va establir "accés obert" com el terme per descriure iniciatives per fer que la informació sigui més àmplia i fàcilment disponible.
La declaració de Bethesda es basa en el BOAI expressant com els usuaris promulgaran l'accés obert. Concretament, els professionals de l'accés obert posaran contingut en línia amb una llicència que atorgui drets de reutilització, inclòs el dret de fer obres derivades. El BOAI no esmenta obres derivades.